# Lieurac
Lieurac är en kommun i departementet Ariège i regionen Occitanien i södra Frankrike. Kommunen ligger  i kantonen Lavelanet som ligger i arrondissementet Foix. År 2022 hade Lieurac 180 invånare.

## Befolkningsutveckling
Antalet invånare i kommunen Lieurac
Referens: INSEE